# Hardinxveld-Giessendam
Hardinxveld-Giessendam és un municipi de la província d'Holanda del Sud, al sud dels Països Baixos. L'1 de gener del 2009 tenia 17.523 habitants repartits sobre una superfície de 19,35 km² (dels quals 2,46 km² corresponen a aigua). Limita al nord amb Graafstroom i Giessenlanden, a l'oest amb Sliedrecht, a l'est amb Gorinchem, i al sud amb Dordrecht i Werkendam (NB).

## Centres de població
Boven-Hardinxveld i Giessendam/Neder-Hardinxveld.

## Ajuntament
- PvdA 4 regidors
- ChristenUnie 4 regidors
- SGP 3 regidors
- Transparante Partij voor Algemeen Belang, 2 regidors
- CDA 2 regidors
- VVD 2 regidors